# Philippine Basketball Association
Die Philippine Basketball Association (PBA) ist eine professionelle Basketballliga der Philippinen. Sie wurde 1975 von neun Teams einer ehemaligen Liga aus der Hauptstadt Manila gegründet. Somit ist sie die älteste professionelle Basketballliga Asiens. Pro Jahr werden von Oktober bis Februar sowie von März bis Juli zwei Titel ausgespielt. Eine regionale Zuordnung der Teams zu philippinischen Orten existiert nicht. Die Teams sind an den namensgebenden Besitzer gebunden. Die Spiele einer Saison werden in wenigen Hallen im Großraum Manila ausgetragen. Die Liga übernimmt Teile des Regelwerks der FIBA und der NBA.

## Geschichte
Die Philippine Basketball Association entstand aus einigen Mannschaften der Manila Industrial and Commercial Athletic Association (MICAA). Diese nicht mehr existente Vorgängerliga wurde von der heute inaktiven Basketball Association of the Philippines geleitet. Neun Teams aus der MICAA nahmen an der ersten Saison teil, die am 9. April 1975 begann. Die ersten 10 Ligajahre wurden sportlich durch die intensive Rivalität der Crispa Redmanizers und der Toyota Tamaraws geprägt. Diese Konkurrenz zwischen den beiden Vereinen gilt auch heute noch als eine der größten Rivalitäten der Ligageschichte. Spitzenspieler dieser beiden Teams wie Robert Jaworski, Ramon Fernandez, Francis Arnaiz, Atoy Co, Bogs Adornado und Philip Cezar prägten auch nach dem Rückzug dieser Mannschaften (1983 und 1984) das Gesicht der Liga.
Nach dem Ausscheiden dieser beiden Teams zog die PBA vom Araneta Coliseum ins ULTRA in Pasig City, nahe der Hauptstadt Manila. An dieser Spielstätte war die Liga weiterhin populär. Mitte und Ende Achtziger war die Rivalität Robert Jaworskis und seiner Ginebra San Miguels gegenüber der von Jaworskis Erzrivalen Ramon Fernandez angeführten Tanduay Rhum Masters ein besonders Highlight im Spielbetrieb der PBA.
1990 konnte die Liga zum ersten Mal ein Profiteam zu den Asian Games schicken. Es gewann die Silbermedaille. Später konnten drei Teams an den Asian Games teilnehmen. Seit 1993 wurden die Ligaspiele im Cuneta Astrodome in Pasay City ausgetragen. In den Jahren 1999/2000 geriet die PBA in eine Krise. Einige Spieler wurden aufgrund fragwürdiger Herkunft und gefälschten Dokumenten abgeschoben. Von dem Abschwung der Popularität der PBA profitierte vor allem die Metropolitan Basketball Association (MBA), eine regionale Profiliga die 1998 gegründet wurde. Trotz der späteren Schließung der MBA verschlechterte sich die Lage der PBA zunehmend. Dies änderte sich erst 2004, als die Barangay Ginebras dreimal in Folge die Meisterschaften gewannen und einige Starspieler der Collegeligen University Athletic Association of the Philippines (UAAP) und NCAA in die Liga wechselten.

## Spielbetrieb
Bis 2003 wurde die Saison in drei sogenannte Conferences oder Turniere eingeteilt. Sie folgten zeitlich aufeinander. In jedem Turnier wurde ein Titel ausgespielt. Die Finalspiele wurden jeweils im Modus Best-of-seven ausgetragen. Seit der Saison 1993 wurden die Titel All Filipino Cup, Commissioner’s Cup und Governors Cup benannt. Der Gewinn aller drei Turniere in einer Saison wurde als Grand Slam bezeichnet. Dies gelang den Crispa Redmanizers 1976 und 1983, den San Miguel Beermen 1989 und zuletzt den Alaska Milkmen 1996. Durch die Ligareform 2004 wurde die Zahl der Turniere auf zwei reduziert und der Ehrentitel Grand Slam verlor an Bedeutung.
Das erste Turnier einer Spielzeit ist jetzt der Philippine Cup, der von Oktober bis zum Februar des darauffolgenden Jahres ausgespielt wird. In diesem Wettbewerb sind nur einheimische Spieler in den Kadern erlaubt. Dieser Cup findet im Anschluss an die Spielzeit der populären philippinischen Collegeliga UAAP statt. Im Zuge der Reform wurde auch der Draft-Termin, also die Sicherung der Rechte an einheimischen Neuprofis, von Januar auf August verlegt. Das zweite Turnier ist die Fiesta Conference. Sie wird von März bis Juli abgehalten. In diesem Turnier ist ein ausländischer „Import“-Spieler pro Team erlaubt. Dies sind überwiegend ehemalige Spieler der auf den Philippinen ebenfalls beliebten US-amerikanischen Collegeliga NCAA, deren Saisonfinale im März ist. Durch die Ligareform wurde der extremen Beliebtheit der beiden Collegeligen Rechnung getragen. Darüber hinaus sollte den Mannschaften und den Spielern der Liga die Teilnahme an internationalen Turnieren in der Zeit von Juni bis September ermöglicht werden.

## Aktuelle Mannschaften
Alle Teams gehören Unternehmen und haben keinerlei Bindung zu geographischen Orten. Sie spielen nicht in jeweiligen Heimstadien, sondern in von der Liga angemieteten Hallen. Der Name eines Teams besteht häufig aus drei Teilen: zuerst der Unternehmensname (Firma), dann der Produktname (kann ausgelassen oder mit dem nächsten Teil vermischt werden) und zuletzt der Spitzname, der meist mit dem Gewerbe des Unternehmens verbunden ist. Ein Beispiel sind die San Miguel Beermen, die im Besitz der Brauerei San Miguel sind. Mit dem Beermen Spitznamen wird auf das San Miquel Beer als Produkt angespielt. Die Firma wird nur selten geändert, lediglich beim Verkauf des Teams oder wenn ein Mutterkonzern die Leitung der Mannschaft in die Hände einer Tochterunternehmen gibt. Der Produkt- und Spitzname wird aus Marketinggründen vergleichsweise häufig geändert.
- Alaska Aces (1986 - from the Original San Miguel Beermen)
- Barako Bull Energy Boosters (2000)
- Barangay Ginebra Kings (1979)
- Burger King Batang BK (2002 - from the Revived Tanduay Rhum Masters)
- Coca-Cola Tigers (2002 - from Pop Cola Panthers)
- Purefoods Tender Juicy Giants (1988 - from the Original Tanduay Rhum Masters)
- Rain or Shine Elasto Painters (2006-07 - from Shell Turbo Chargers)
- San Miguel Beermen (1975–1985; 1986 - from Northern Consolidated Cement)
- Sta. Lucia Realtors (1993 - from Great Taste Coffee/N-Rich Coffee Cream/Presto Fun Drink/Ice Cream/Tivoli Ice Cream/Milk)
- Talk 'N Text Tropang Texters (1990)

## Spielorte
Die Ligaspiele finden zum überwiegenden Teil in der größten philippinische Halle, dem Araneta Coliseum statt. Diese Arena bietet beim Basketball 20.800 Zuschauern Platz. Daneben gibt mehrere Ausweichstandorte, unter anderem den Cuneta Astrodome (10.000 Zuschauer) in Pasay und die Ynares Sports Arena (3.000 Zuschauer) in Pasig City, die ebenfalls in der Metro Manila liegen. Spiele außerhalb der Metropolregion finden nur selten statt, während der Playoffs nie. Die am häufigsten bespielte Halle außerhalb der Hauptstadt ist das Ynares Center (12.000 Zuschauer) in Antipolo City. Da die Liga auch außerhalb des eigenen Landes wahrgenommen wird, fanden bisher fünf Ligaspiele im Ausland statt, je eines in Jakarta, Singapur, Hongkong, Guam und Dubai.

## Ehemalige- und Gastmannschaften
Die wohl prominentesten ehemaligen Mannschaften sind die Crispa Redmanizers and the Toyota Super Corollas. Das am meisten wahrgenommene Gastteam war wohl das amerikanische Nicholas Stoodley Team, das 1980 die Invitational Conference gewann.